# Antsakanalabe
Antsakanalabe est une commune urbaine malgache située dans la partie centrale de la région de Sofia.